# Aus Italien

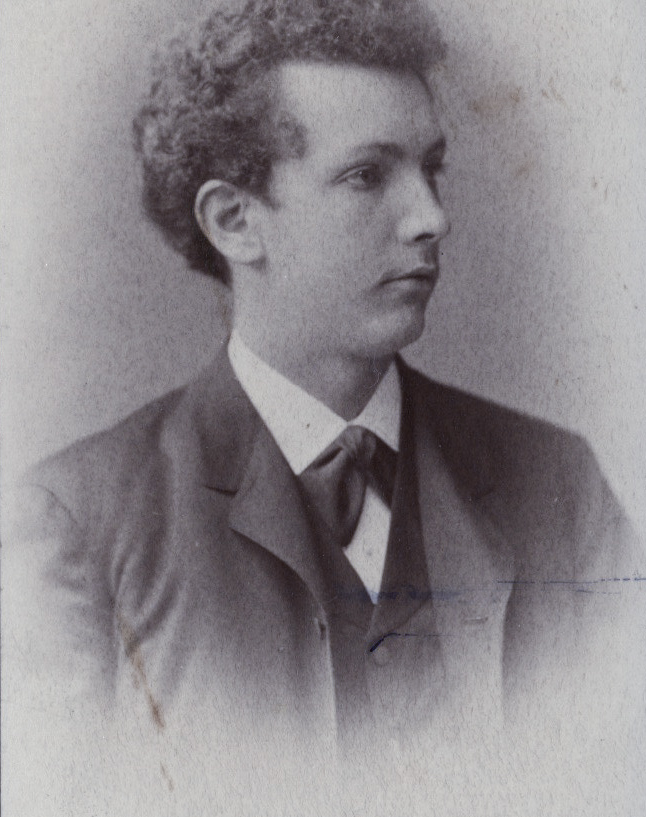
Richard Strauss a los 22 años

Aus Italien (Desde Italia), Op. 16, es un poema sinfónico para orquesta compuesto en 1886 por Richard Strauss, cuando el músico contaba veintidós años de edad.
La obra está inspirada en el viaje que el compositor realizó por Italia en el verano del mismo año, comenzó a esbozarse todavía en la propia Italia y su partitura quedó finalizada en Múnich el 12 de septiembre de 1886. El estreno tuvo lugar el 2 de marzo de 1887, también en Múnich, a cargo de la Orquesta de la Corte, dirigida por el propio compositor. Está dedicada a su mentor, el director de orquesta Hans von Bülow.
Aus Italien puede considerarse el primer poema sinfónico de Richard Strauss, que prefirió denominar la obra como "fantasía sinfónica", y es también el único para el que escribió un programa detallado. Representa una transición entre el estilo juvenil de Strauss y sus obras de madurez y está medio camino entre una sinfonía de música programática, al estilo de la Sinfonía fantástica de Hector Berlioz, y un poema sinfónico propiamente dicho.
La obra, cuya interpretación dura unos cuarenta minutos está articulada en cuatro movimientos:
1.- Andante (En el campo)
2.- Allegro molto con brio (Ruinas de Roma)
3.- Andantino (En la playa de Sorrento)
4.- Finale - Allegro molto (Escenas de la vida napolitana)
En el cuarto movimiento, Strauss incluyó la melodía de la canción Funiculì, Funiculà, que había escuchado durante el viaje y que tomó erróneamente por una canción tradicional, cuando en realidad su autor era el compositor Luigi Denza. Este demandó a Strauss por plagio y ganó el juicio, de modo que en lo sucesivo percibió un canon cada vez que se interpretaba la obra.
Entre la discografía de las últimas décadas pueden destacarse las grabaciones de Rudolf Kempe con la Staatskapelle Dresden en 1974, Neeme Jarvi con la Orquesta Nacional Escocesa en 1988, Riccardo Muti con la Orquesta Filarmónica de Berlín en 1989 y la de Fabio Luisi con la Staatskapelle de Dresde en 2008.